# سباستین شیندزیلورز
سباستین شیندزیلورز (انگلیسی: Sebastian Schindzielorz؛ زادهٔ ۲۱ ژانویهٔ ۱۹۷۹) بازیکن فوتبال اهل لهستان است.
از باشگاه‌هایی که در آن بازی کرده‌است می‌توان به باشگاه فوتبال بوخوم، باشگاه فوتبال وولفسبورگ، و باشگاه فوتبال کلن اشاره کرد.
وی همچنین در تیم‌های ملی فوتبال زیر ۲۱ سال آلمان و Germany national football B team بازی کرده‌است.